# Breitenrode
Breitenrode ist ein Ortsteil der Stadt Oebisfelde-Weferlingen im Landkreis Börde in Sachsen-Anhalt.

## Geographie
Breitenrode ist ein rund ein Kilometer langes Straßendorf mit rund 450 Einwohnern. Es liegt am Rand des Naturparks und innerhalb des Niedermoorgebiets Drömling. Der Ort ist vor allem von Weideland umgeben und liegt rund einen Kilometer nördlich von Oebisfelde nördlich der B 188. Der westlich liegende Ort Grafhorst in Niedersachsen ist weniger als einen Kilometer vom Westende Breitenrodes entfernt. Zwei Kilometer östlich von Breitenrode liegt der Oebisfelde-Weferlinger Ortsteil Wassensdorf.

## Geschichte

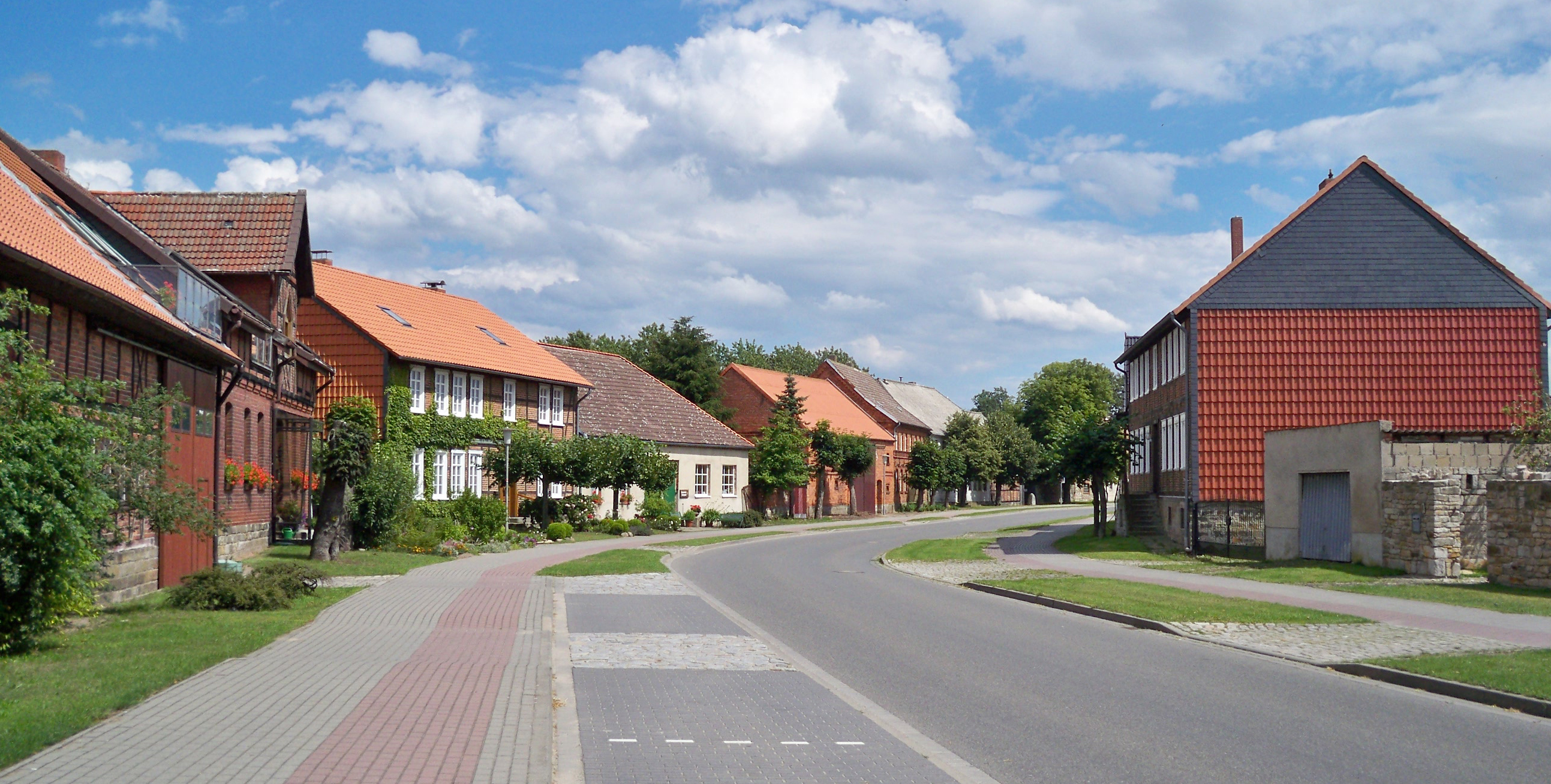
Ortszentrum, Blick Richtung Osten

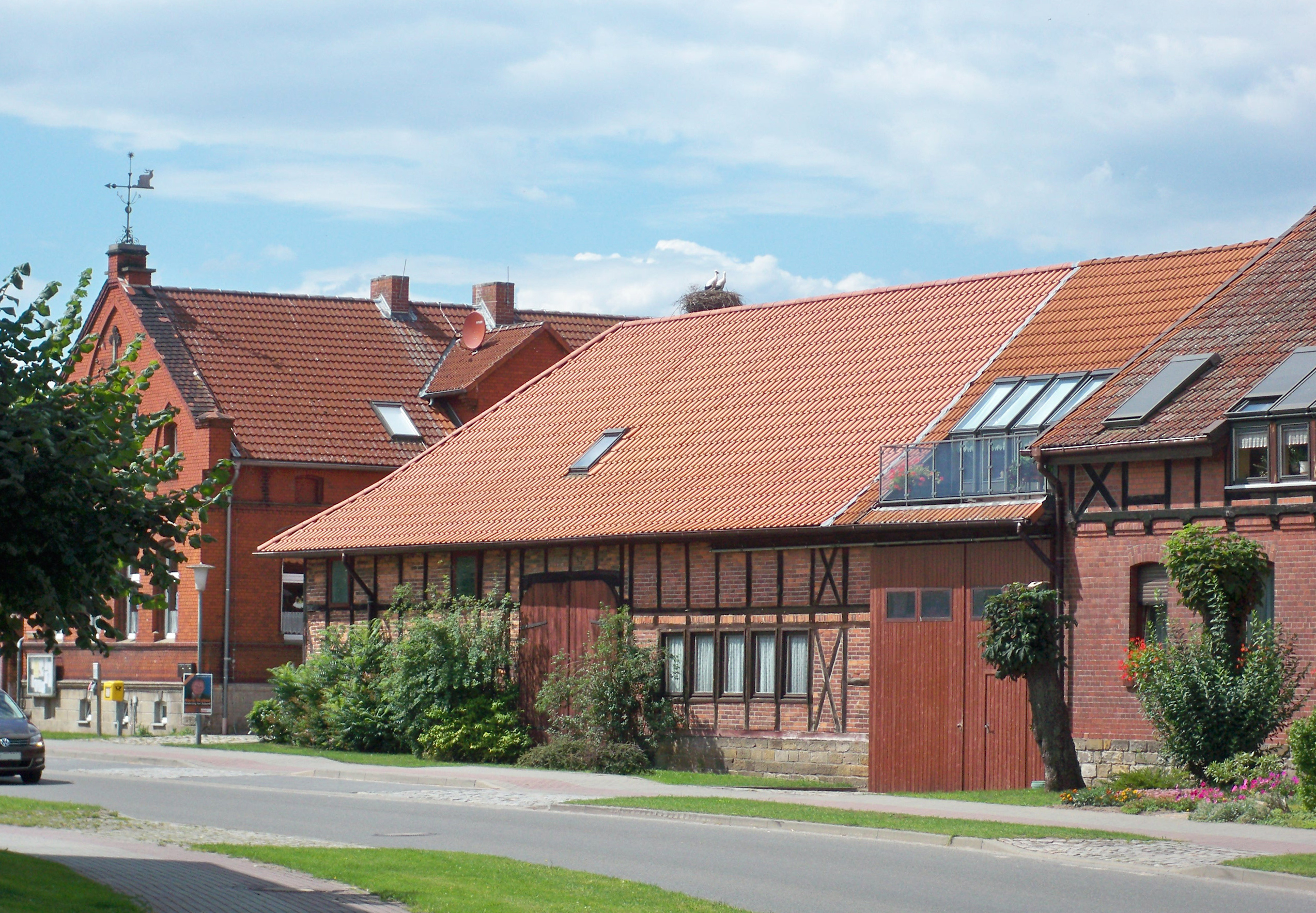
Ehemalige Kindertagesstätte mit Storchennest

Breitenrode wurde 1715 gegründet. Es ist das einzige Drömlingsdorf mit der Endung -rode. 1939 wies der Ort 644 Einwohner auf. Ab 1945 wurde die innerdeutsche Grenze eingerichtet und ausgebaut. Von 1954 bis zur Wende lag Breitenrode in der 5-km-Sperrzone, die nur von befugten DDR-Bürgern betreten werden durfte.
Bis 1952 gehörte Breitenrode zum Landkreis Gardelegen; anschließend kam es zum neugebildeten Kreis Klötze. Breitenrode wurde 1994 nach Oebisfelde eingemeindet und verlor damit seine politische Selbstständigkeit. Am 23. Dezember 1989 wurde der Grenzübergang zwischen Breitenrode und Grafhorst geöffnet. Von 1994 bis zum 1. Januar 2005 gehörte der Ort zur Verwaltungsgemeinschaft Oebisfelde, danach von 2005 bis zum 31. Dezember 2009 der Verwaltungsgemeinschaft Oebisfelde-Calvörde im Ohrekreis bzw. ab 2007 im Landkreis Börde an. Am 1. Januar 2010 wurde aufgrund einer Gemeindegebietsreform in Sachsen-Anhalt die Stadt Oebisfelde-Weferlingen gegründet. Breitenrode, als Ortsteil der ehemaligen Stadt Oebisfelde, wurde zum Ortsteil der neuen Stadt Oebisfelde-Weferlingen.
2017 wurde die Kindertagesstätte „Storchennest“ geschlossen.

### Einwohnerentwicklung
| Jahr      | 1910 | 1933 | 1939 | 2011 | 2017 | 2021 | 2022 |
| --------- | ---- | ---- | ---- | ---- | ---- | ---- | ---- |
| Einwohner | 657  | 694  | 644  | 449  | 454  | 450  | 440  |

## Infrastruktur
Der Ort verfügt über ein Hotel sowie einige kleinere Gewerbebetriebe. Die Breitenroder Heimatstube zeigt von Mai bis September ein Mal im Monat Exponate aus der Vergangenheit des Ortes.
Die Landesstraße L 24 führt von Grafhorst durch Breitenrode nach Oebisfelde. Eine Kreisstraße führt nach Wassensdorf. Breitenrode wird von Bussen der OhreBus Verkehrsgesellschaft (Linie 630) und der Personenverkehrsgesellschaft Altmarkkreis Salzwedel (PVGS, Linie 311) montags bis freitags vor allem im Schülerverkehr bedient. Breitenrode besaß bis 1945 zusammen mit Grafhorst den Bahnhof Grafhorst an der Bahnstrecke Wittingen–Oebisfelde. Er lag auf der östlichen Seite der Grenze. Zum 1. Juli 1945 wurde der Betrieb zwischen Rühen und Oebisfelde eingestellt.

## Sonstiges
Im Ortszentrum befindet sich auf dem Dach der Kindertagesstätte ein Horst, in dem regelmäßig Weißstörche brüten.